# Europarlamentare
Europarlamentare, anche eurodeputato, membro dell'Europarlamento o deputato del Parlamento europeo, è la carica ricoperta da chi è eletto al Parlamento europeo, una delle due istituzioni dell'Unione europea che detengono il potere legislativo. È l'equivalente europeo dei legislatori a livello nazionale (deputati), nelle camere basse o nei Parlamenti unicamerali. Europarlamentare e eurodeputato sono le dizioni maggiormente attestate nei Paesi di lingua neolatina; in altre regioni, invece, si predilige la denominazione di membro del Parlamento europeo (in inglese MEP ossia Member of the European Parliament).
Quando fu istituito per la prima volta il Parlamento europeo, gli europarlamentari erano nominati tra i deputati dei Parlamenti nazionali degli stati membri; dal 1979, invece, gli europarlamentari sono eletti con suffragio universale diretto. Ogni nazione stabilisce le proprie modalità di elezione, ed in alcuni paesi il sistema elettorale è stato modificato nel tempo e nelle varie regioni. Tutti gli stati utilizzano attualmente il sistema proporzionale.

## Descrizione

Composizione del Parlamento europeo dopo le elezioni del 2024 (X legislatura):
PPE (188)
S&D (136)
PfE (84)
ECR (78)
RE (77)
Verdi/ALE (53)
GUE-NGL (46)
ESN (25)
NI (41)

Tutti gli europarlamentari, tranne i non iscritti, fanno parte di gruppi politici trans-nazionali, organizzati secondo alleanze politiche. Ad esempio, il Partito Laburista britannico ha fatto parte dell'Alleanza Progressista dei Socialisti e dei Democratici, mentre il Partito Conservatore ha fatto parte del Partito Popolare Europeo finché, nel luglio 2009, non ha costituito un nuovo gruppo, il Gruppo dei Conservatori e dei Riformisti Europei.
La disciplina all'interno del gruppo è generalmente più lasca rispetto ai parlamenti nazionali, in quanto le delegazioni nazionali o i membri individuali talvolta voltano contro la linea espressa dal gruppo, su particolari argomenti. Inoltre, la posizione presa da un gruppo su qualsiasi materia è determinata tramite discussione all'interno del gruppo stesso, e non è decisa dalla direzione di un partito. I singoli membri hanno pertanto considerevole influenza sullo sviluppo della politica all'interno del Parlamento europeo.
Oltre il lavoro nel proprio gruppo di appartenenza, i singoli europarlamentari hanno anche alcuni diritti e poteri individuali all'interno del Parlamento:
- diritto di proporre una mozione per una risoluzione;
- diritto di porre interrogazioni al Consiglio dell'Unione europea, alla Commissione europea, e ai leader del Parlamento;
- diritto di proporre una modifica a ogni testo in commissione;
- diritto a spiegare le ragioni del proprio voto;
- diritto a proporre ordini del giorno;
- diritto a proporre l'inammissibilità di un argomento.

### Funzioni
Una settimana per ogni mese la riunione del Parlamento europeo si tiene a Strasburgo, mentre le restanti tre settimane sono riservate per gli incontri dei comitati, dei gruppi o delle riunioni parlamentari a Bruxelles. L'obbligo di trascorrere una settimana al mese a Strasburgo fu imposta al Parlamento dai governi degli Stati membri al summit di Edimburgo nel 1992.
Oltre a questo, un europarlamentare può far parte di una delegazione internazionale e tenere incontri con delegazioni esterne che sono in visita a Bruxelles o a Strasburgo, oltre che visitare comitato o parlamenti di nazioni o regioni esterne all'UE. Ci sono alcuni parlamenti internazionali i cui membri partecipano all'Assemblea Parlamentare Unita ACP-UE, all'Assemblea Parlamentare Euro-Mediterranea, all'Assemblea Parlamentare Americana Euro-Latina e, in seguito, l'Assemblea Parlamentare Euromed. Questo lavoro comprende incontri parlamentari tutto l'anno, e incontri dei comitati multilaterali molti frequenti. I membri compongono anche parte delle missioni europee di osservazione sulle elezioni.
Vi è inoltre la necessità di mantenersi in contatto con i parlamenti nazionali della propria nazione di origine, o con organizzazioni locali, politici locali e nazionali, sindacati, imprenditori o consigli locali.
Gli europarlamentari possono impiegare alcuni assistenti per essere aiutati nel loro compito, tipicamente tre o quattro persone divise tra il loro ufficio nella nazione di partenza, e nell'ufficio nel Parlamento.
Dato che i deputati europei siedono in un Parlamento con meno poteri dei Parlamenti nazionali, il loro profilo pubblico nella loro madrepatria è tipicamente minore di quello dei parlamentari nazionali.
Alcuni deputati scelgono di trasferirsi a Bruxelles insieme alla famiglia anziché continuare a vivere nella loro nazione di origine, per poter trascorrere più tempo con i familiari.

### Poteri
L'adozione di gran parte della legislazione europea (ma non nella sua interezza, anomalia che sarà rettificata con l'entrata in vigore del Trattato di Lisbona) richiede l'approvazione sia da parte del Parlamento europeo che del Consiglio dei ministri. Con la procedura di codecisione, essi hanno diritto a rileggere tre volte le proposte legislative proposte dalla Commissione europea ed a modificarle, ma devono infine approvare un testo in forma identica affinché l'approvazione sia valida. Questo fatto si configura in un bicameralismo a livello europeo.
Gli europarlamentari eleggono anche il Presidente della Commissione, partendo dalle proposte del Consiglio europeo, e, dopo aver sentito pubblicamente i candidati, approvano la Commissione nella sua interezza. Il Parlamento può anche sciogliere la Commissione con un voto di sfiducia (cosa che è avvenuta nel 1999, quando la Commissione presieduta da Jacques Santer si dimise dopo il voto di sfiducia parlamentare). Gli europarlamentari possono proporre domande per il question time o per avere risposta scritta.
Gli accordi internazionali in vigore nell'Unione europea (come l'OMC, accordi commerciali, etc.) devono essere approvati dal Parlamento europeo, come anche l'ingresso di nuovi stati membri dell'UE.
Il bilancio annuale dell'UE viene deciso dal Parlamento, con tetti per le spese nei diversi ambiti decisi unitamente da Parlamento e Consiglio europeo, rispettando i limiti di spesa decisi dagli accordi unanimi tra gli stati membri.
Il Parlamento elegge anche l'Ombudsman europeo, e tiene udienze con i candidati alla Presidenza ed alle amministrazioni della Banca centrale europea, della Corte dei conti europea e di altre agenzie europee.

### Elezione
Attualmente ci sono 705 membri del Parlamento Europeo, anche se il numero di Eurodeputati é cambiato nel corso degli anni. A partire dal 1º gennaio 2007 (quando Romania e Bulgaria sono entrate nell'UE), vi erano 785 europarlamentari; il loro numero è tuttavia sceso a 736 con le elezioni europee del 2009, anche se tale numero è risalito a 751 in seguito all'entrata in vigore del Trattato di Lisbona e alle successive elezioni europee del 2014, con il quale il Parlamento ha acquisito nuovi poteri legislativi: la gestione di agricoltura, politica energetica, fondi strutturali è affidata alla procedura di co-decisione tra lo stesso Parlamento e il Consiglio dei ministri. Ciascuno stato può vantare, all'interno di esso, un numero minimo di 6 deputati e un massimo di 99 (in base alla grandezza demografica di ogni paese). Le elezioni si svolgono ogni cinque anni, con suffragio universale; non vi è un sistema di voto uniforme all'interno dell'UE: ogni stato membro è libero di scegliere il proprio sistema, che è soggetto a tre restrizioni: 
- il sistema deve avere rappresentanza proporzionale, con liste elettorali o con voto singolo trasferibile;
- l'area elettorale può essere suddivisa se questo non inficia la natura proporzionale del sistema di voto;
- qualunque soglia di sbarramento a livello nazionale non deve superare il 5%.

La ripartizione dei seggi ad ogni singolo stato è basata sul principio della proporzionalità digressiva, in modo tale da prendere in considerazione la popolazione delle singole nazioni, ma di assegnare agli stati più piccoli più europarlamentari di quanti sarebbero giustificati dalla semplice popolazione di ogni stato. Dato che il numero di europarlamentari assegnati ad ogni nazione è cresciuto con i vari trattati, non vi è una formula precisa per la ripartizione dei seggi tra gli stati membri. Nessun cambiamento nella configurazione può comunque avvenire senza il consenso unanime di tutti i governi nazionali.
Le elezioni più recenti sono state quelle del 2024, tenutesi nel mese di maggio; esse sono state le più grandi elezioni transnazionali simultanee mai tenutesi al mondo, dato che l'attuale Parlamento rappresenta circa 500 milioni di cittadini europei.

### Mandato
Il Parlamento europeo ha un notevole ricambio dei suoi membri, se comparato con i parlamenti nazionali. Dopo le elezioni europee del 2004, ad esempio, la maggioranza degli europarlamentari eletti non era già stato membro del Parlamento nella precedente legislatura; il record per il più lungo mandato ininterrotto come parlamentare europeo attualmente appartiene a Hans-Gert Pöttering, che ha ricoperto tale carica con continuità dal 1979 (anno delle prime elezioni europee) al 2014.

## Membri

### Passato dei membri
Circa un terzo degli europarlamentari ha precedentemente ricoperto il ruolo di deputato nazionale, e più del 10% è stato ministro. Nel 1999, ad esempio, furono eletti tre ex primi ministri e tre ex membri della Commissione europea. Molti altri europarlamentari hanno invece solo esperienza politica a livello locale o regionale.
L'attuale Parlamento europeo comprende deputati che in precedenza sono stati giudici, sindacalisti, professionisti nel mondo dei media, attori, soldati, cantanti, sportivi e attivisti politici.
Molti europarlamentari, alla fine del mandato, ricoprono altri ruoli politici. Molti di loro svolgono, o hanno svolto recentemente, un ruolo di primo piano sulla scena politica nazionale ed europea.

### Doppio mandato
Il cosiddetto "doppio mandato", con il quale una sola persona può essere membro sia del proprio Parlamento nazionale, sia di quello europeo, è stato ufficialmente scoraggiato da molti partiti politici e Stati membri, ed è proibito dal 2009. Nella legislatura 2004-2009, vi erano comunque pochi casi di "doppio mandato", come ad esempio quelli di Emma Nicholson e Sarah Ludford (membri dei liberal-democratici inglesi e con un posto anche alla Camera dei Lord). Incredibilmente, Ian Paisley e John Hume riuscirono a detenere addirittura un "triplo mandato": europarlamentari, membri della Camera dei Comuni inglese, e membri dell'Assemblea Nord-Irlandese.

### Parità di genere
Nel 2004 gli europarlamentari eletti erano per il 30,2% donne (poco meno del doppio rispetto al 1979), una percentuale più alta di quella registrata nella maggior parte dei parlamenti europei. Il dato comunque, varia considerevolmente da nazione a nazione. Nel 2009 la percentuale è salita al 35% e nel 2014 è aumentata al 37%.

## Pagamento e privilegi

### Stipendio
Fino al 2009, gli europarlamentari erano pagati dagli stati di appartenenza esattamente come i parlamentari delle camere basse dei Parlamenti nazionali. Di conseguenza, vi era una grande variabilità tra gli stipendi dei vari europarlamentari. Nel 2002, i membri italiani del parlamento europeo guadagnavano 130.000€, mentre quelli spagnoli percepivano circa un quarto, 32.000€.
Nel luglio 2005, il Consiglio decise di attuare uno statuto singolo per tutti gli europarlamentari, a seguito di una proposta del Parlamento. Pertanto, dal primo giorno della settima legislatura (dal 2009), tutti gli europarlamentari ricevono un salario mensile di base pari al 38,5% dello stipendio dei giudici della Corte europea, cioè 7.655€. Questo rappresenta un taglio per gli europarlamentari di alcune nazioni (come Italia, Germania e Austria), un aumento per altri (in particolare quelli dell'Europa orientale). Gli accordi sulle spese più criticate saranno inoltre riformati.

### Spese e riforme recenti
Prima delle riforme del 2009, i commentatori di diversi stati membri (principalmente Danimarca, Svezia e Regno Unito) accusavano gli europarlamentari di godere di consistenti privilegi in quanto a spese personali. Queste critiche erano incentrate principalmente su due argomenti:
- la cifra pagata agli europarlamentari come spesa
- la modalità con cui la cifra era corrisposta.

Per quanto riguarda la cifra conferita, essa era all'incirca equivalente a quella pagata ad un deputato del Regno Unito: con riferimento al 2002,
- i deputati inglesi ricevevano un rimborso spese per i viaggi, diversamente dagli europarlamentari, nonostante il fatto che le circoscrizioni coperte da questi ultimi fossero di dimensione maggiore;
- ai deputati inglesi era corrisposta una somma fortettaria di poco meno di 19.500£ per poter vivere presso il Parlamento, indipendentemente dal tempo effettivamente trascorso a Londra;
- sia ai deputati inglesi che agli europarlamentari erano pagate le spese di viaggio per il tragitto tra la sede di elezione fino al Parlamento. Contrariamente a quanto si pensi, agli europarlamentari era pagata la "classe economica YY", ma non la prima classe, oltre ad un rimborso per chilometro per il viaggio dall'abitazione all'aeroporto fino ad un massimo di 800€. Era permesso solo un viaggio alla settimana.
- ai deputati inglesi erano consentiti fino a trenta biglietti all'anno in prima classe, per loro e per la famiglia, al fine di farli giungere a Westminster. Gli europarlamentari inglesi non godono di questo privilegio.
- ai deputati inglesi sono consentiti due biglietti di ritorno all'anno per qualsiasi parlamento dell'Unione europea, e per il Parlamento europeo stesso. Anche questo privilegio non è concesso agli europarlamentari inglesi.
- i deputati inglesi possono spendere quanto vogliono per viaggiare in Gran Bretagna con scopi legati all'attività parlamentare. Anche i deputati europei godono di un privilegio simile, ma non possono spendere più di 2170 sterline all'anno, più un extra se devono tornare a casa a metà settimana.
- sia i deputati inglesi che gli europarlamentari ricevono un ufficio in virtù della loro carica. Quelli dei secondi sono pagati il 44% in più dei primi, ma non ricevono gratuitamente timbri postali e attrezzature, mentre quelli dei deputati godono del servizio postale gratuito e non devono pagarsi i computer.
- Sia i deputati inglesi che gli europarlamentari hanno un proprio staff. Quello dei secondi è pagato il 30% rispetto a quello dei primi, ma questo solitamente è più numeroso, e la somma deve coprire anche le pensioni, i permessi per malattia, la liquidazione a fine mandato, i viaggi dello staff stesso, assicurazioni, spese di amministrazione, responsabilità sul lavoratore. Tutte queste cose sono invece gratuite per i deputati.
- alla conclusione dei loro mandati, i deputati inglesi possono mantenere il loro ufficio per quattro mesi, mentre gli europarlamentari per tre.
- sempre al termine del mandato, gli europarlamentari ricevono una medaglia d'argento, e durante l'incarico i viaggi in treno (TGV ed Eurostar esclusi) in Belgio sono gratuiti.

Prestando attenzione a come vengono pagati, spesso i voli degli europarlamentari da e per Bruxelles vengono criticati perché sottoposti a tariffa forfettaria, senza badare a spese. Il prezzo pagato è comunque relativo all'economy class, non alla prima, ma in ogni caso la spesa è maggiore rispetto alle tariffe di mercato, anche se comunque non vi sarebbero voli low-cost da e per Bruxelles. Questa situazione è comunque cambiata grazie al Parlamento europeo eletto nel 2009, il quale ha deciso di rimborsare solo il prezzo relativo alle tariffe di mercato.
Un altro aspetto che desta preoccupazione è che i conti degli europarlamentari sono verificati su base periodica, non generale. Ritenendo tale misura insufficiente, alcuni europarlamentari hanno messo i propri conti a disposizione per chiunque volesse verificarli.

### Interessi finanziari
Gli europarlamentari dichiarano i loro interessi finanziari, che sono pubblicati annualmente in un registro e consultabili in internet.

### Immunità
In base al protocollo dell'Unione europea sui privilegi e le immunità, gli europarlamentari, nel loro Paese, godono delle medesime immunità dei deputati nazionali. Negli altri Stati membri, gli europarlamentari non possono essere arrestati o indagati, a meno che non siano colti in flagrante. Tale immunità può essere revocata dal Parlamento europeo su richiesta del Paese che desidera procedere contro l'europarlamentare in questione, come accaduto a Marine Le Pen che perse la sua immunità dopo aver postato su Twitter delle immagini delle decapitazioni da parte dell'Isis.

## Elezione di cittadini europei con residenza in altro stato UE
I cittadini europei sono eleggibili nel Paese in cui risiedono (tale status è legato alle leggi dello Stato di residenza), e non devono per forza esserne cittadini. Ecco gli europarlamentari eletti in un Paese diverso da quello di nascita;
| Nome               | Anno (prima elezione) | Nazionalità | Stato (di elezione) | Partito                                 |
| ------------------ | --------------------- | ----------- | ------------------- | --------------------------------------- |
| Christine Crawley  | Elezioni del 1984     | Irlandese   | Gran Bretagna       | Partito Socialista Europeo              |
| Anita Pollack      | Elezioni del 1989     | Australiana | Gran Bretagna       | Partito Socialista Europeo              |
| Maurice Duverger   | Elezioni del 1989     | Francese    | Italia              | Sinistra Unitaria Europea               |
| Wilmya Zimmermann  | Elezioni del 1994     | Olandese    | Germania            | Partito Socialista Europeo              |
| Olivier Dupuis     | Elezioni del 1994     | Belga       | Italia              | Alleanza Radicale Europea               |
| Daniel Cohn-Bendit | Elezioni del 1999     | Tedesca     | Francia             | Partito Verde Europeo                   |
| Monica Frassoni    | Elezioni del 1999     | Italiana    | Belgio              | Partito Verde Europeo                   |
| Bairbre de Brún    | Elezioni del 2004     | Irlandese   | Gran Bretagna       | Partito della Sinistra Europea          |
| Willem Schuth      | Elezioni del 2004     | Olandese    | Germania            | Alleanza dei Liberali e dei Democratici |
| Daniel Strož       | Elezioni del 2004     | Tedesco     | Repubblica Ceca     | Partito della Sinistra Europea          |
| Ari Vatanen        | Elezioni del 2004     | Finlandese  | Francia             | Partito Popolare Europeo                |
| Sandro Gozi        | Elezioni del 2019     | Italiano    | Francia             | Partito Democratico Europeo             |

## Osservatori
È tradizione che le nazioni candidate all'ingresso nell'Unione europea inviino un gruppo di osservatori al Parlamento europeo prima dell'ingresso ufficiale; il numero di osservatori e il metodo di nomina (spesso da parte dei Parlamenti nazionali) è stipulato nel Trattato di Accesso.
Gli osservatori possono partecipare ai dibattiti su invito, ma non possono votare o esercitare altri compiti ufficiali. Quando le nazioni divengono poi membri ufficiali, questi osservatori diventano deputati europei per il periodo temporaneo tra l'ingresso e le successive elezioni europee. Dal 26 settembre 2005 al 31 dicembre 2006 la Bulgaria ebbe 18 osservatori al Parlamento, mentre la Romania ne ebbe 35. Essi furono selezionati dai governi e dai partiti di opposizione come stabilito dai parlamenti nazionali. Dopo il 1º gennaio 2007, data di ingresso dei due Paesi nell'UE, gli osservatori divennero deputati a pieno titolo (con alcuni cambiamenti di personale).